# David Patterson
|  | No s'ha de confondre amb David Paterson, polític estatunidenc.. |

David Andrew Patterson (nascut el 16 de novembre de 1947) és un pioner de la informàtica i acadèmic estatunidenc que va ser professor a la Universitat de Califòrnia a Berkeley entre 1976 i 2016. Després de retirar-se com a professor, va passar a ser enginyer distingit a Google. Actualment és vicepresident del Consell d'Administració de la Fundació RISC-V, i catedràtic Pardee d'Informàtica, emèrit a Berkeley.
Patterson és famós per les seves contribucions pioneres al disseny de processadors RISC (de fet, ell va decidir-ne el nom), i per dirigir el projecte de Berkeley RISC. El 2018, el 99% de tots el xips nous utilitzen l'arquitectura RISC. També és famós per dirigir la recerca en emmagatzemament RAID juntament amb Randy Katz.
Els seus llibres sobre arquitectura d'ordinadors (en col·laboració amb John L. Hennessy) s'utilitzen molt com en educació a nivell universitari. Juntament amb Hennessy, Patterson va guanyar el premi Turing de 2017 per la seva tasca en el desenvolupament de RISC.

## Primers anys i educació
Va néixer a Evergreen Park, Illinois, i va anar a la Universitat de Califòrnia a Los Angeles, graduant-s'hi el 1969, i obtenint-hi un màster el 1970 i el doctorat el 1976.

## Recerca
Ha estat un defensor important del concepte d'arquitectura RISC i en va inventar el nom. Va dirigir el projecte RISC a Berkeley a partir de 1980 juntament amb Carlo H. Sequin, on es va introduir la tècnica de finestres de registres. També va innovar amb RAID en col·laboració amb Randy Katz i Garth Gibson.

## Antics càrrecs
Va ser president de la Divisió d'Informàtica a Berkeley i la Computing Research Association, va ser membre del Comitè Consultiu de Tecnologia de la Informació per al President dels Estats Units (PITAC) entre 2003 i 2005 i fou elegit president de l'Association for Computing Machinery (ACM) entre 2004 i 2006.

## Premis
La seva feina ha estat reconeguda per uns trenta-cinc premis de recerca, ensenyament, i servei, inclòs el de Fellow de l'Association for Computing Machinery (ACM) i l'Institute of Electrical and Electronics Engineers (IEEE) així com la pertinença a la National Academy of Engineering, National Academy of Sciences, i el Saló de la Fama de l'enginyeria a Silicon Valley. El 2005, ell i Hennessy van compartir el premi d'Informàtica i Comunicació del Japó i, el 2006, fou elegit membre de l'Acadèmia Americana de les Arts i les Ciències i la National Academy of Sciences i va rebre el Premi de Servei Distingit de la Computing Research Association. El 2007 fou nomenat Fellow del Computer History Museum "per contribucions fonamentals a l'educació dels enginyers, avenços en arquitectura d'ordinadors, i la integració de recerca en tecnologia punta amb educació". El mateix any, també va ser nomenat Fellow de l'American Association for the Advancement of Science. El 2008, va guanyar el Premi de Servei Distingit de l'ACM Arxivat 2008-05-10 a Wayback Machine., el premi ACM-IEEE Eckert-Mauchly, i fou reconegut per l'Escola d'Enginyeria d'UCLA per Assoliments Acadèmics d'ex-alumnes. També ha guanyat el premi ACM-SIGARCH de Servei Distingit, el premi del Saló de la Fama ACM-SIGOPS, i el premi Jean-Claude Laprie de 2012 de Computació Fiable. El 2016 va rebre el premi Richard A. Tapia d'Eminència Científica, Ciència Cívia i Computació Diversa.
És afeccionat a l'halterofília, i el 2013 va aconseguir el rècord de l'Estat de Califòrnia Arxivat 2018-03-25 a Wayback Machine. en la seva classe de pes i grup d'edat.
El 12 de febrer de 2015, l'IEEE va instal·lar una placa a Berkeley per commemorar la contribució de RISC-I. El text de la placa diu:
- Fita IEEE en Enginyeria Informàtica i Electrònica
- Primer Microprocessador RISC (Reduced Instruction Set Computing)
- Estudiants de la UC Berkeley van dissenyar i construir el primer ordinador VLSI amb un joc d'instruccions reduït el 1981. Les instruccions simplificades del RISC-I van reduir el maquinari de control i decodificació de les instruccions, cosa que va permetre un espai d'adreçament pla de 32 bits, un gran conjunt de registres, i execució segmentada. En adaptar-se perfectament amb els programes en C i el sistema operatiu Unix, RISC-I va influir en els conjunts d'instruccions que s'utilitzen avui en dia, inclosos els de les consoles de videojocs, telèfons intel·ligents, i pissarretes.

El 21 de març de 2018, va rebre el premi Turing de 2017 juntament amb John L. Hennessy pel desenvolupament de RISC. El premi els reconeixia "haver estat pioners d'una aproximació sistemàtica i quantitativa al disseny i l'avaluació d'arquitectures informàtiques, amb un impacte durador a la indústria dels microprocessadors".

## Obres seleccionades

### Llibres
És coautor de sis llibres, dos d'ells amb John L. Hennessy sobre arquitectura d'ordinadors: Computer Architecture: A Quantitative Approach (ISBN 0-12-383872-X) i Computer Organization and Design: the Hardware/Software Interface (ISBN 978-0-12-407726-3). S'utilitzen molt com a llibres de text en cursos universitaris des de 1990. També ha escrit un llibre amb Armando Fox sobre enginyeria de programari: Engineering Software as a Service: An Agile Approach Using Cloud Computing (1st Edition) (ISBN 0-9848812-4-7).

### Articles
- Patteron, David; Ditzel, David «The Case for the Reduced Instruction Set Computer». ACM SIGARCH Computer Architecture News, 8, 6, 1980, pàg. 5-33 [Consulta: 3 agost 2017].
- Patterson, David; Gibson, Garth; Katz, Randy «A Case for Redundant Arrays of Inexpensive Disks (RAID)». SIGMOD '88: Proceedings of the 1988 ACM SIGMOD international conference on Management of data, 17, 3, 6-1988, pàg. 109-116 [Consulta: 3 agost 2017].
- Michael Stonebraker; Randy Katz,David Patterson, John Ousterhout «THE DESIGN OF XPRS». VLDB, 1988, pàg. 318–330.
- Anderson, Thomas; Culler, David; Patterson, David «A Case for NOW (Networks of Workstations)». IEEE Micro, 15, 1, 2-1995, pàg. 54-64. Arxivat de l'original el 3 d’agost 2017 [Consulta: 3 agost 2017]. Arxivat 3 August 2017[Date mismatch] a Wayback Machine.